# Autostrada A59 (Włochy)
Autostrada A59 (wł. Tangenziale di Como) – autostrada w północnych Włoszech łącząca Grandate z Albese con Cassano w regionie Lombardia. Arteria według projektu ma być długa 9 km, na 2015 rok wybudowano 3 km drogi, w projekcie i budowie jest 6 km trasy.
Budowa trasy została podzielona na 2 odcinki:
- odcinek 1 – 3 km z Grandate do Como
- odcinek 2 – 6 km z Como do Albese con Cassano

Autostradą zarządza spółka "Autostrada Pedemontana Lombarda S.p.A.". Całkowity koszt budowy autostrady jest szacowany na 690 milionów euro.